# Estació de Móra la Nova
Móra la Nova és una estació ferroviària propietat d'Adif situada al nord de la població de Móra la Nova a la comarca catalana de la Ribera d'Ebre. L'estació es troba a la línia Reus-Casp i hi tenen parada trens regionals de la línia R15 de Rodalies de Catalunya i serveis de mitjana distància, operats per Renfe Operadora.
Aquesta estació, projectada inicialment per la Companyia dels Ferrocarrils Directes, va entrar en servei l'any 1891 quan va entrar en servei el tram construït per la Companyia dels Ferrocarrils de Tarragona a Barcelona i França (TBF) entre Marçà-Falset (1890) i Móra la Nova. Tot i que l'edifici va ser concebut com a provisional, diferenciant-se estructuralment d'altres de la línia, ha perdurat i encara es conserva.
La Diputació de Tarragona i la Fundació per a la Preservació del Patrimoni Ferroviari Industrial (FPPFI) de Móra la Nova va impulsar l'any 2008 els treballs de millora de l'estació que incloïa la instal·lació d'un pont giratori per a canvi de vies. Es creava el 2010 el Centre d'Interpretació del Ferrocarril (més endavant Museu del Ferrocarril a Móra la Nova) on s'exposa
material ferroviari restaurat.
El Pla Territorial de les Terres de l'Ebre proposa una reserva de sòl d'unes 90 hectàrees a tocar de l'estació per a activitats logístiques associades al transport de mercaderies per la línia. Arran de la liberalització del ferrocarril a Espanya una empresa hereva de Tallers Rocafort va fer saber l'any 2011 la intenció de crear un taller de vehicles a l'estació per donar servei a les noves empreses privades.
L'any 2016 va registrar l'entrada de 41.000 passatgers.

## Història
El fet que l'estació es trobi a una distància equidistant entre Barcelona i Saragossa va propiciar la instal·lació d'un dipòsit de locomotores, un taller d'intervenció, una platja de classificació i un pont giratori elèctric.
Les instal·lacions d'emmagatzematge i proveïment de fueloil el 1956 eren les més modernes d'aquella època, quan es produïa el relleu entre les locomotores de vapor a les elèctriques. Gràcies a això a la comarca hi havia un miler de treballadors del ferrocarril.
Més concretament, a la població de Móra la Nova la immigració va créixer de manera constant amb motiu del ferrocarril. Així podem veure que entre l'any 1848 i el 1890 (durant la creació de l'estació), la població va passar de 698 habitants a 1.865 habitants.

## Serveis ferroviaris
| Serveis regionals de Rodalies de Catalunya |      |       |                        |                                      |
| Procedència/Destinació                     | <    | Línia | >                      | Procedència/Destinació               |
| terminal Flix Riba-roja d'Ebre             | Ascó |       | Els Guiamets Capçanes¹ | Barcelona-Estació de França          |
| Casp Saragossa-Delicias Madrid-Chamartín   | Ascó |       | Els Guiamets Capçanes¹ | terminal Barcelona-Estació de França |

1. Alguns regionals no efectuen parada a l'estació dels Guiamets, sent la següent o anterior Capçanes.

Fins al 13 de desembre de 2008 a més de regionals, també efectuava parada, l'Estrella Costa Brava, però aquest va deixar de circular per la línia.

## Edifici de l'estació

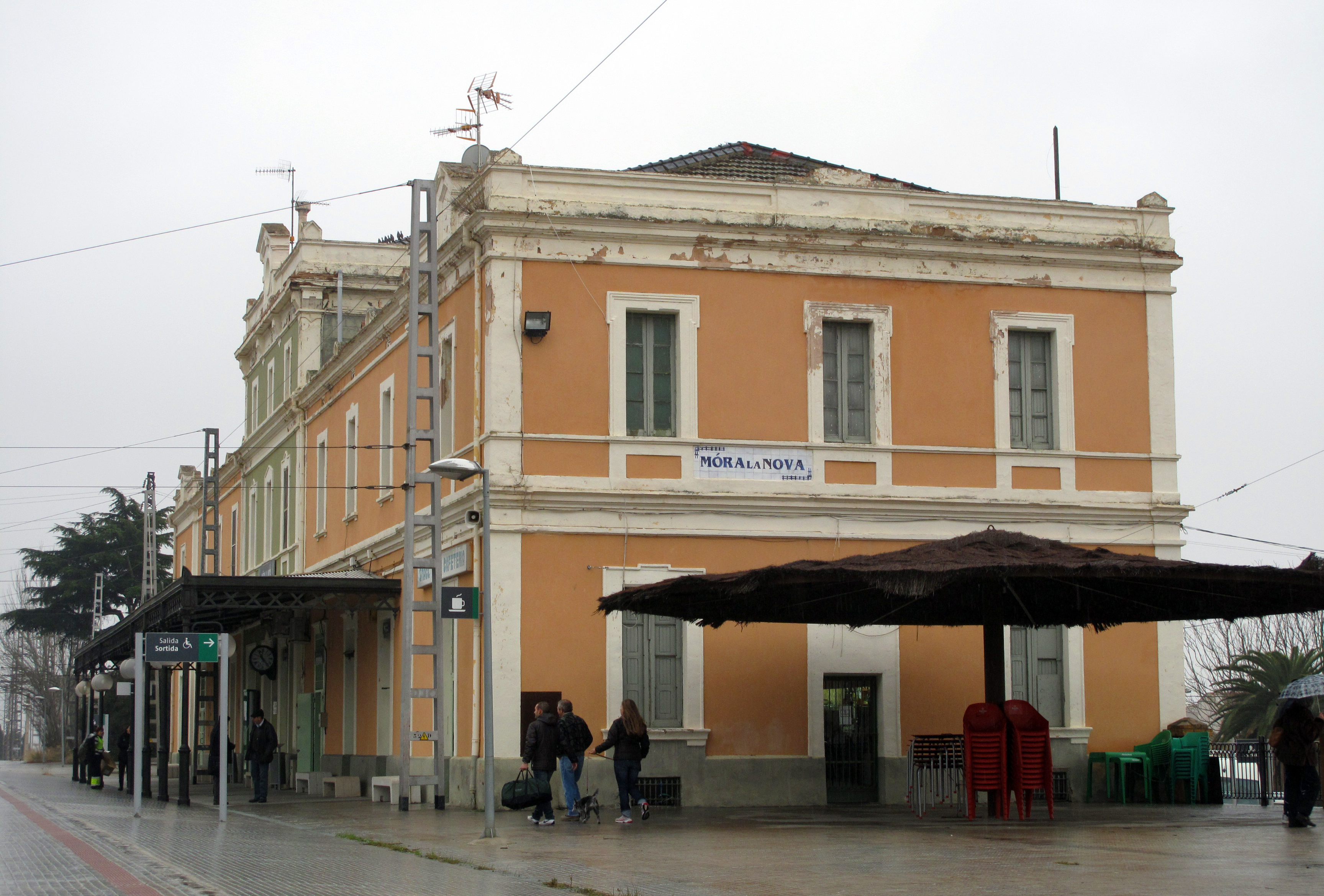
L'edifici de l'estació

L'edifici de l'estació és una obra d'arquitectura eclèctica del 1891 que està protegida com a bé cultural d'interès local. És un gran edifici aïllat de planta rectangular, format per tres cossos adossats. El cos central presenta la coberta de teula de quatre vessants i està distribuït en planta baixa, pis i golfes, mentre que els dos cossos laterals presenten les cobertes de teula de tres vessants i consten de planta baixa i pis. En general, totes les obertures són rectangulars i amb els emmarcaments motllurats i emblanquinats. Les dels cossos laterals presenten guardapols superior i ampits sostinguts per petites mènsules. Les del cos central, en canvi, presenten les llindes decorades amb formes triangulars o romboïdals. En general, unes grans cornises motllurades marquen la divisòria entre els diferents pisos incloent els coronaments, que també presenten petits plafons triangulars decorats, a manera d'espadanyes. Cal destacar el porxo de ferro adossat a la façana encarada a les andanes de l'estació i un edifici annex de menors dimensions, format també per tres cossos adossats, amb les cobertes planes i de dos vessants i organitzat en una sola planta. Actualment, tot el conjunt es troba rehabilitat.

## Galeria d'imatges

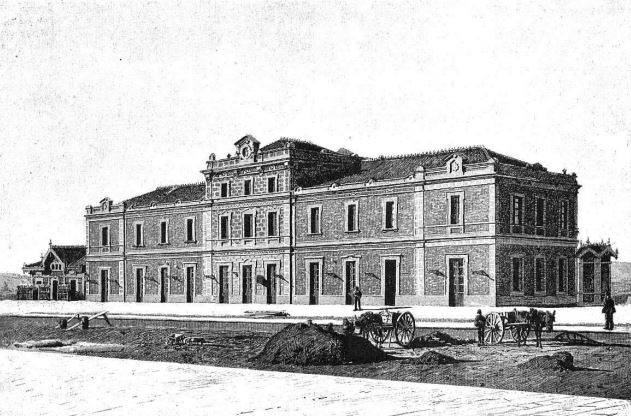
L'estació en construcció el 1890
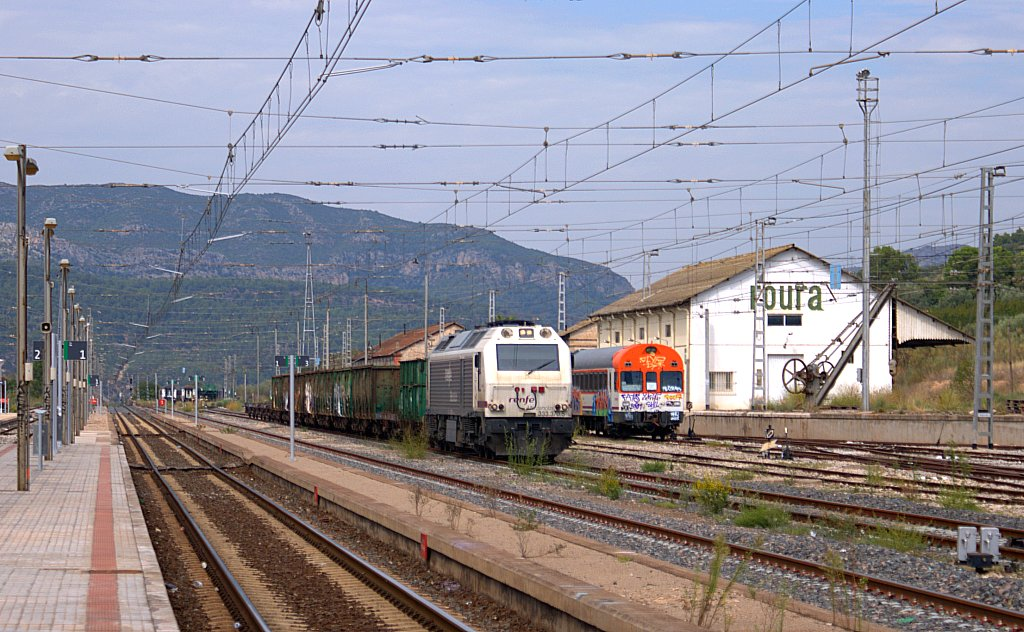
Andanes i vies de l'estació
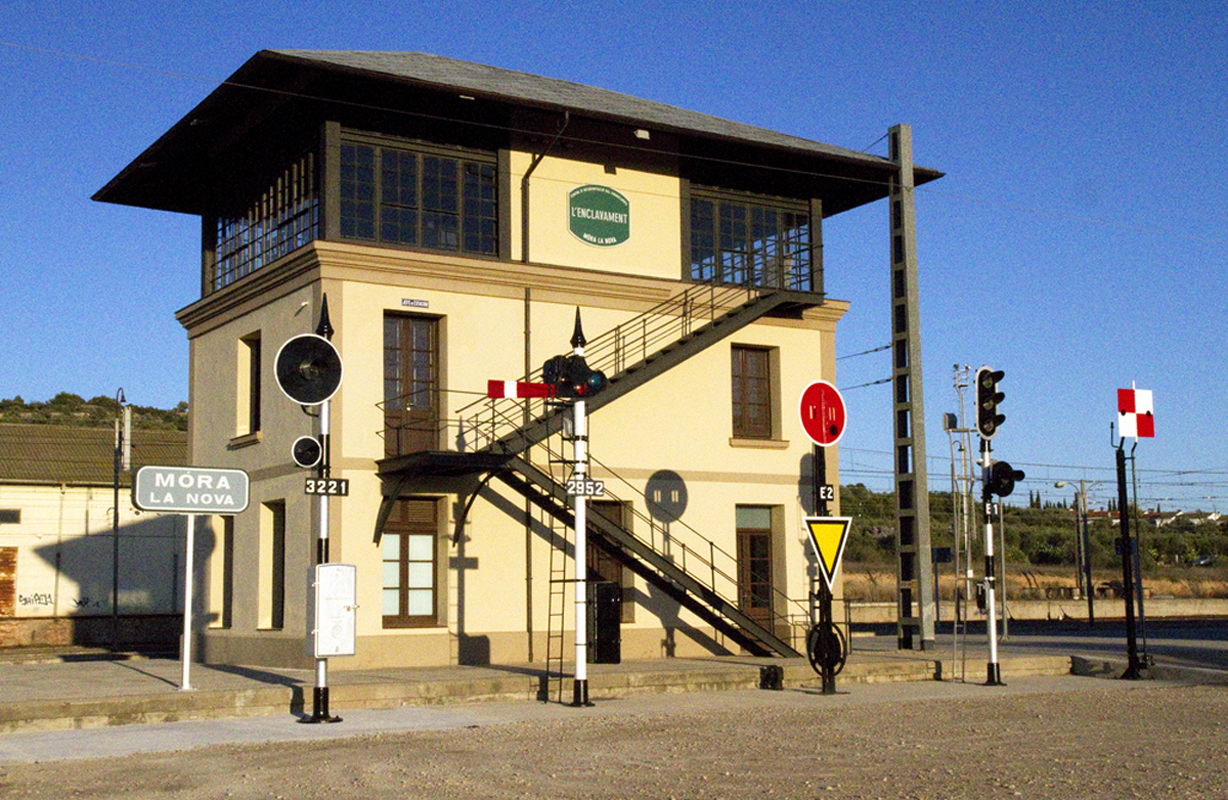
Des del 2010 s'ubica el Museu del Ferrocarril a Móra la Nova